# Aleuroplatus periplocae
Aleuroplatus periplocae là một loài côn trùng cánh nửa trong họ Aleyrodidae, phân họ Aleyrodinae.
Aleuroplatus periplocae được Dozier miêu tả khoa học đầu tiên năm 1934.